# Nexenta OS
Nexenta OSは、OpenSolaris・Debian・Ubuntuを元にしたIA-32・x86-64アーキテクチャ向けのOSである。OpenSolarisのカーネルとGNUのライブラリ・ユーザ空間とを組み合わせた最初のディストリビューションでもある。ネクセンタ・システムズがこのプロジェクトを開始し、継続的な開発のスポンサーになっている。
ファイルシステムとしてSolaris由来のZFSを用いている事と、Debian同様にdebパッケージ化されたアプリケーションをaptを利用してインストールできる事が大きな特徴である。stable、testing、unstableの3つの公式APTリポジトリがあり、12000以上のパッケージがある。LiveCD、ハードディスクへのインストーラ、そしてVMwareイメージ版が提供されており、ソースコードもダウンロード可能である。